# Loguivy-Plougras
Loguivy-Plougras é uma comuna francesa na região administrativa da Bretanha, no departamento Côtes-d'Armor. Estende-se por uma área de 48,62 km². Em 2010 a comuna tinha 866 habitantes (densidade: 17,8 hab./km²).